# Verein für Bewegungsspiele Lübeck von 1919 2020-2021
Questa voce raccoglie le informazioni riguardanti il Verein für Bewegungsspiele Lübeck von 1919 nelle competizioni ufficiali della stagione 2020-2021.

## Stagione
Nella stagione 2020-2021 il Lubecca, allenato da Rolf Landerl, concluse il campionato di 3. Liga al 19º posto e fu retrocesso in Regionalliga.

## Rosa
| N. |                        | Ruolo | Calciatore        |
| -- | ---------------------- | ----- | ----------------- |
| 1  | Germania (bandiera)    | P     | Benjamin Gommert  |
| 2  | Germania (bandiera)    | D     | Tim Weißmann      |
| 4  | Germania (bandiera)    | D     | Moody Chana       |
| 5  | Germania (bandiera)    | C     | Dren Feka         |
| 6  | Albania (bandiera)     | A     | Elsamed Ramaj     |
| 7  | Germania (bandiera)    | C     | Morten Rüdiger    |
| 8  | Germania (bandiera)    | C     | Sven Mende        |
| 9  | Germania (bandiera)    | A     | Martin Röser      |
| 10 | Germania (bandiera)    | C     | Yannick Deichmann |
| 11 | Germania (bandiera)    | A     | Nicolas Hebisch   |
| 13 | Germania (bandiera)    | C     | Marvin Thiel      |
| 14 | Germania (bandiera)    | A     | Cyrill Akono      |
| 15 | Germania (bandiera)    | C     | Ersin Zehir       |
| 16 | Stati Uniti (bandiera) | C     | Ryan Malone       |

| N. |                         | Ruolo | Calciatore          |
| -- | ----------------------- | ----- | ------------------- |
| 17 | Germania (bandiera)     | D     | Tommy Grupe         |
| 18 | Germania (bandiera)     | C     | Thorben Deters      |
| 19 | Germania (bandiera)     | A     | Jamie Shalom        |
| 20 | Austria (bandiera)      | C     | Osarenren Okungbowa |
| 21 | Germania (bandiera)     | D     | Tim Kircher         |
| 22 | Germania (bandiera)     | A     | Pascal Steinwender  |
| 23 | RD del Congo (bandiera) | P     | Michael Luyambula   |
| 27 | Germania (bandiera)     | D     | Nico Rieble         |
| 31 | Germania (bandiera)     | C     | Mirko Boland        |
| 32 | Germania (bandiera)     | P     | Lukas Raeder        |
| 33 | Germania (bandiera)     | A     | Soufian Benyamina   |
| 34 | Germania (bandiera)     | A     | Patrick Hobsch      |
| 35 | Germania (bandiera)     | C     | Lucas Wolf          |
| 39 | Germania (bandiera)     | D     | Florian Riedel      |

## Organigramma societario
Area tecnica
- Allenatore: Rolf Landerl
- Allenatore in seconda: Lukas Pfeiffer
- Preparatore dei portieri: Walter Franta
- Preparatori atletici:

## Calciomercato

### Sessione estiva
| Acquisti | Acquisti           | Acquisti          | Acquisti |
| R.       | Nome               | da                | Modalità |
| -------- | ------------------ | ----------------- | -------- |
| A        | Pascal Steinwender | Paderborn         |          |
| C        | Ersin Zehir        | St. Pauli         |          |
| D        | Moody Chana        | Hoffenheim II     |          |
| A        | Martin Röser       | Karlsruhe         |          |
| D        | Tim Kircher        | Karlsruhe         |          |
| D        | Nico Rieble        | Hansa Rostock     |          |
| C        | Mirko Boland       | Adelaide Utd      |          |
| C        | Thorben Deters     | Lüneburger        |          |
| C        | Dren Feka          | Drochtersen-Assel |          |
| P        | Michael Luyambula  | Crawley Town      |          |
| C        | Lucas Wolf         | Holstein Kiel U19 |          |

| Cessioni | Cessioni         | Cessioni          | Cessioni |
| R.       | Nome             | a                 | Modalità |
| -------- | ---------------- | ----------------- | -------- |
| A        | Miguel Fernandes | Jeddeloh II       |          |
| A        | Lucas Will       | Optik Rathenow    |          |
| A        | Ahmet Arslan     | Holstein Kiel     |          |
| A        | Zeki Erkılınç    | Gießen            |          |
| D        | Dong-su Kim      | FC Anyang         |          |
| A        | Fabio Parduhn    | Teutonia Ottensen |          |
| C        | Burhan Tetik     | Phönix Lubecca    |          |
| A        | Til Weidemann    | SV Todesfelde     |          |

### Sessione invernale
| Acquisti | Acquisti     | Acquisti   | Acquisti |
| R.       | Nome         | da         | Modalità |
| -------- | ------------ | ---------- | -------- |
| A        | Cyrill Akono | Magonza II |          |

| Cessioni | Cessioni      | Cessioni | Cessioni |
| R.       | Nome          | a        | Modalità |
| -------- | ------------- | -------- | -------- |
| D        | Sören Lippert | Bonner   |          |

## Risultati

### 3. Liga

#### Girone di andata
| Arbitro: | Benen |

|            |           |             |
| Hobsch 13’ | Marcatori | 76’ Jänicke |

| Arbitro: | Weickenmeier |

|                   |           |  |
| Greger 24’ (rig.) | Marcatori |  |

| Arbitro: | Müller |

|               |           |             |
| Deichmann 61’ | Marcatori | 74’ Vermeij |

| Arbitro: | Reichel |

|                                               |           |           |
| Willsch 29’ Mölders 36’ Neudecker 62’ Lex 66’ | Marcatori | 7’ Hobsch |

| Arbitro: | Burda |

|  |           |             |
|  | Marcatori | 68’ Hosiner |

| Arbitro: | Winter |

|                                                                |           |                                               |
| Boere 10’ (rig.) Erhardt 28’ Slišković 50’ Gabriele 67’ (rig.) | Marcatori | 26’ (aut.) Sorge 54’ (aut.) Velagić 56’ Röser |

| Arbitro: | Glaser |

|                         |           |                              |
| Röser 11’ Benyamina 82’ | Marcatori | 62’ Boyd 65’ Dehl 90’ Guttau |

| Arbitro: | Erbst |

|  |           |                        |
|  | Marcatori | 6’ Grupe 39’ Okungbowa |

| Arbitro: | Bokop |

|           |           |  |
| Zehir 56’ | Marcatori |  |

| Arbitro: | Aarnink |

|              |           |                               |
| Yildirim 66’ | Marcatori | 59’ Steinwender 90’ Deichmann |

| Arbitro: | Fritsch |

|                                         |           |  |
| Deichmann 47’ Steinwender 72’ Zehir 78’ | Marcatori |  |

| Arbitro: | Exner |

|            |           |  |
| Ritter 88’ | Marcatori |  |

| Arbitro: | Ittrich |

|  |           |                |
|  | Marcatori | 25’ Martinovic |

| Arbitro: | Jöllenbeck |

|              |           |                 |
| Kutschke 72’ | Marcatori | 78’ Steinwender |

| Arbitro: | Alt |

|            |           |              |
| Boland 22’ | Marcatori | 26’ Obermair |

| Arbitro: | Bokop |

|                                                 |           |                             |
| Kempe 45’ Prokop 68’ Tietz 70’ (rig.) Medić 89’ | Marcatori | 23’ (rig.) Zehir 39’ Deters |

| Arbitro: | Glaser |

|  |           |                          |
|  | Marcatori | 11’ Piossek 77’ Tankulić |

| Arbitro: | Lechner |

|                      |           |               |
| König 64’ Starke 84’ | Marcatori | 35’ Deichmann |

| Arbitro: | Haslberger |

|               |           |  |
| Benyamina 48’ | Marcatori |  |

#### Girone di ritorno
| Francoforte sul Meno 24 gennaio 2021, ore 14:00 CET 20ª giornata | Saarbrücken | 0 – 0 referto | Lubecca | PSD Bank Arena (0 spett.)\| Arbitro: \| Glaser \| |
| Arbitro:                                                         | Glaser      |               |         |                                                   |

| Arbitro: | Müller |

|                      |           |  |
| Deichmann 32’ (rig.) | Marcatori |  |

| Arbitro: | Stegemann |

|                                              |           |               |
| Sicker 26’ Schmidt 45’ Palacios-Martínez 74’ | Marcatori | 83’ Okungbowa |

| Lubecca 17 marzo 2021, ore 19:00 CET 23ª giornata | Lubecca  | 0 – 0 referto | Monaco 1860 | Stadion an der Lohmühle (0 spett.)\| Arbitro: \| Oldhafer \| |
| Arbitro:                                          | Oldhafer |               |             |                                                              |

| Arbitro: | Schröder |

|                                   |           |                  |
| Daferner 11’ Will 24’ Kreuzer 59’ | Marcatori | 62’ (rig.) Zehir |

| Arbitro: | Lechner |

|  |           |                        |
|  | Marcatori | 9’ Sararer 90’ Niemann |

| Arbitro: | Bokop |

|                        |           |           |
| Boyd 44’ Derstroff 50’ | Marcatori | 71’ Ramaj |

| Arbitro: | Benen |

|           |           |                          |
| Akono 78’ | Marcatori | 46’ Cueto 74’ Wunderlich |

| Arbitro: | Glaser |

|             |           |            |
| Grimaldi 7’ | Marcatori | 59’ Malone |

| Arbitro: | Winter |

|                         |           |                             |
| Akono 30’ Deichmann 80’ | Marcatori | 24’ (aut.) Grupe 36’ Eilers |

| Arbitro: | Kessel |

|                       |           |                                          |
| Stiller 41’ Rhein 54’ | Marcatori | 43’ Ramaj 57’ (rig.) Zehir 84’ Deichmann |

| Arbitro: | Exner |

|           |           |             |
| Akono 31’ | Marcatori | 54’ Hanslik |

| Arbitro: | Müller |

|                                             |           |                     |
| Martinovic 18’, 44’ (rig.) Jastrzembski 20’ | Marcatori | 6’ Zehir 82’ Malone |

| Arbitro: | Heft |

|             |           |             |
| Hertner 64’ | Marcatori | 74’ Schröck |

| Arbitro: | Koslowski |

|          |           |  |
| Bell 82’ | Marcatori |  |

| Arbitro: | Lechner |

|  |           |                                     |
|  | Marcatori | 15’ Nilsson 43’ Lankford 67’ Malone |

| Arbitro: | Burda |

|  |           |                             |
|  | Marcatori | 55’ Deters 84’ (rig.) Röser |

| Arbitro: | Benen |

|               |           |                          |
| Deichmann 37’ | Marcatori | 4’ Lokotsch 76’ Drinkuth |

| Arbitro: | Schröder |

|                 |           |               |
| Bahn 41’ (rig.) | Marcatori | 26’ Benyamina |

## Statistiche

### Statistiche di squadra
| Competizione | Punti | In casa | In casa | In casa | In casa | In casa | In casa | In trasferta | In trasferta | In trasferta | In trasferta | In trasferta | In trasferta | Totale | Totale | Totale | Totale | Totale | Totale | DR  |
| Competizione | Punti | G       | V       | N       | P       | Gf      | Gs      | G            | V            | N            | P            | Gf           | Gs           | G      | V      | N      | P      | Gf     | Gs     | DR  |
| ------------ | ----- | ------- | ------- | ------- | ------- | ------- | ------- | ------------ | ------------ | ------------ | ------------ | ------------ | ------------ | ------ | ------ | ------ | ------ | ------ | ------ | --- |
| 3. Liga      | 35    | 19      | 4       | 7       | 8       | 17      | 23      | 19           | 4            | 4            | 11           | 24           | 34           | 38     | 8      | 11     | 19     | 41     | 57     | -16 |
| Totale       | 35    | 19      | 4       | 7       | 8       | 17      | 23      | 19           | 4            | 4            | 11           | 24           | 34           | 38     | 8      | 11     | 19     | 41     | 57     | -16 |

### Andamento in campionato
| Giornata  | 1  | 2  | 3  | 4  | 5  | 6  | 7  | 8  | 9  | 10 | 11 | 12 | 13 | 14 | 15 | 16 | 17 | 18 | 19 | 20 | 21 | 22 | 23 | 24 | 25 | 26 | 27 | 28 | 29 | 30 | 31 | 32 | 33 | 34 | 35 | 36 | 37 | 38 |
| --------- | -- | -- | -- | -- | -- | -- | -- | -- | -- | -- | -- | -- | -- | -- | -- | -- | -- | -- | -- | -- | -- | -- | -- | -- | -- | -- | -- | -- | -- | -- | -- | -- | -- | -- | -- | -- | -- | -- |
| Luogo     | C  | T  | C  | T  | C  | T  | C  | T  | C  | T  | C  | T  | C  | T  | C  | T  | C  | T  | C  | T  | C  | T  | C  | T  | C  | T  | C  | T  | C  | T  | C  | T  | C  | T  | C  | T  | C  | T  |
| Risultato | N  | P  | N  | P  | P  | P  | P  | V  | V  | V  | V  | P  | P  | N  | N  | P  | P  | P  | V  | N  | V  | P  | N  | P  | P  | P  | P  | N  | N  | V  | N  | P  | N  | P  | P  | V  | P  | N  |
| Posizione | 11 | 14 | 16 | 17 | 20 | 19 | 20 | 18 | 17 | 15 | 13 | 13 | 13 | 13 | 14 | 15 | 18 | 19 | 19 | 18 | 15 | 16 | 16 | 17 | 18 | 18 | 20 | 19 | 19 | 19 | 19 | 19 | 19 | 19 | 19 | 19 | 19 | 19 |

Legenda:

Luogo: C = Casa; T = Trasferta. Risultato: V = Vittoria; N = Pareggio; P = Sconfitta.

### Statistiche dei giocatori
| C. Akono       | 16 | 3 | 4  | 0 |
| S. Benyamina   | 24 | 3 | 1  | 0 |
| M. Boland      | 35 | 1 | 5  | 0 |
| M. Chana       | 5  | 0 | 2  | 0 |
| Y. Deichmann   | 37 | 8 | 4  | 1 |
| T. Deters      | 34 | 2 | 5  | 0 |
| D. Feka        | 0  | 0 | 0  | 0 |
| B. Gommert     | 1  | 0 | 0  | 0 |
| T. Grupe       | 33 | 1 | 5  | 1 |
| N. Hebisch     | 6  | 0 | 0  | 0 |
| S. Hertner     | 20 | 1 | 4  | 0 |
| P. Hobsch      | 12 | 2 | 2  | 0 |
| T. Kircher     | 6  | 0 | 0  | 0 |
| S. Lippert     | 0  | 0 | 0  | 0 |
| M. Luyambula   | 0  | 0 | 0  | 0 |
| R. Malone      | 23 | 2 | 5  | 1 |
| S. Mende       | 30 | 0 | 5  | 0 |
| O. Okungbowa   | 31 | 2 | 4  | 0 |
| L. Raeder      | 37 | 0 | 0  | 0 |
| E. Ramaj       | 23 | 2 | 2  | 0 |
| N. Rieble      | 35 | 0 | 2  | 0 |
| F. Riedel      | 21 | 0 | 1  | 0 |
| M. Röser       | 25 | 3 | 3  | 0 |
| M. Rüdiger     | 1  | 0 | 0  | 0 |
| J. Shalom      | 0  | 0 | 0  | 0 |
| P. Steinwender | 28 | 3 | 2  | 0 |
| M. Thiel       | 30 | 0 | 6  | 0 |
| T. Weißmann    | 1  | 0 | 0  | 0 |
| L. Wolf        | 11 | 0 | 0  | 0 |
| E. Zehir       | 30 | 6 | 10 | 0 |